# Glashütten, Bayreuth
Glashütten là một đô thị ở huyện Bayreuth bang Bayern nước Đức. Đô thị Glashütten, Bayreuth có diện tích 3,53 km², dân số thời điểm ngày 31 tháng 12 năm 2006 là 1485 người.